# Kabelbaan Stresa-Alpino-Mottarone

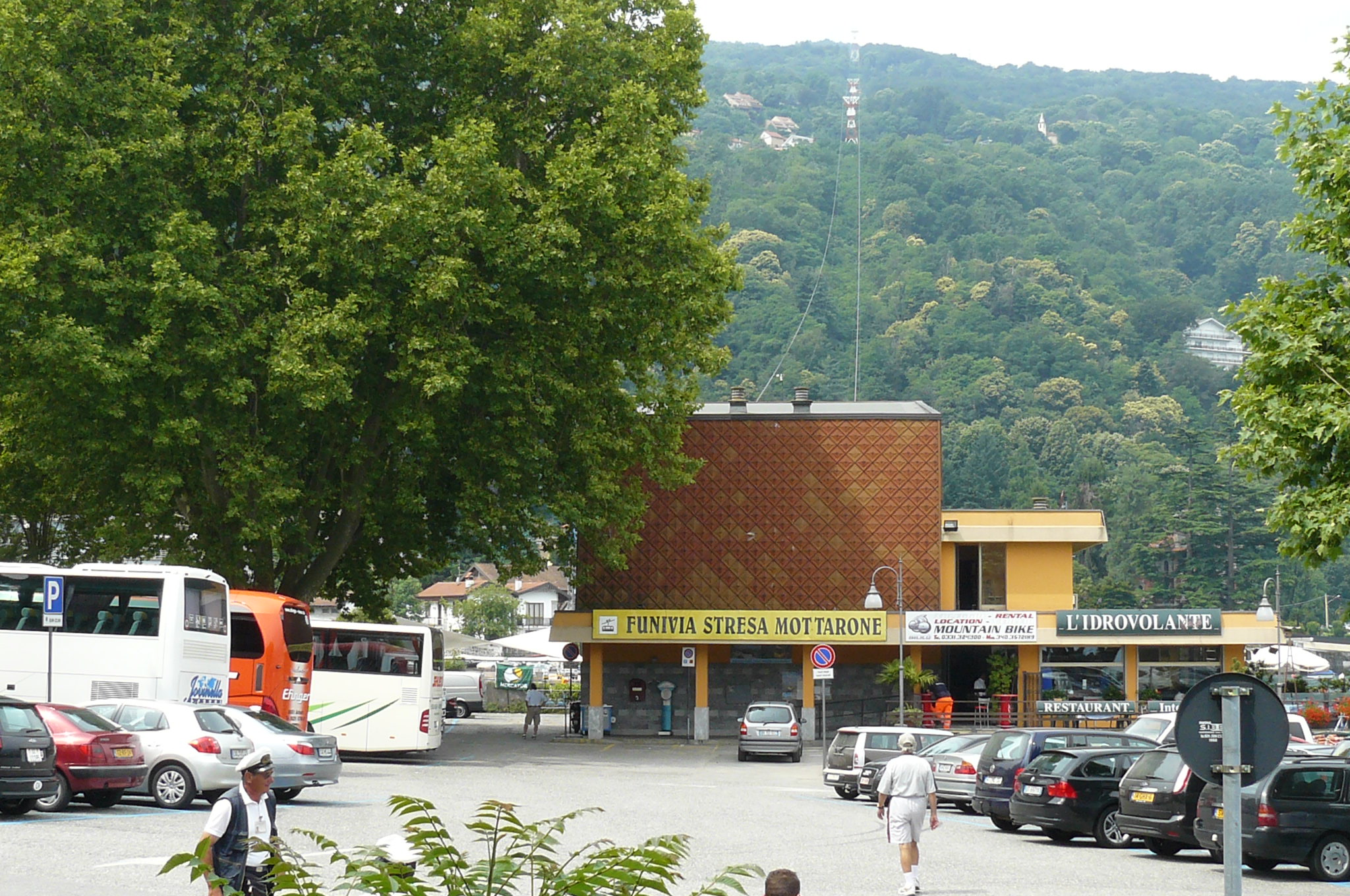
Station Stresa

De kabelbaan Stresa-Alpino-Mottarone is een kabelbaan, gelegen in de gemeente Stresa in Piemonte, die het Lago Maggiore verbindt met de top van de Mottarone.

## Geschiedenis
Het idee om een kabelbaan aan te leggen om Stresa met de top van Mottarone te verbinden, dateert uit de jaren zestig, toen het bedrijf dat een bestaande bergspoorlijn naar Mottarone beheerde moest overwegen om de bestaande spoorwegverbinding uit 1911 te vervangen. De keuze viel op een kabelbaan, daar dit vervoerstype sneller en efficiënter geacht werd te zijn. Deze keuze resulteerde er in dat in 1963 begonnen werd met de ontmanteling van het lijntje, de Ferrovia del Mottarone. Nadat deze lijn buiten gebruik was gesteld werd begonnen met de bouw van de kabelbaan. Deze werd uitgevoerd door de firma Piemonte Funivie. Na zes jaar werk werd de baan op 1 augustus 1970 in gebruik genomen.

## Constructie

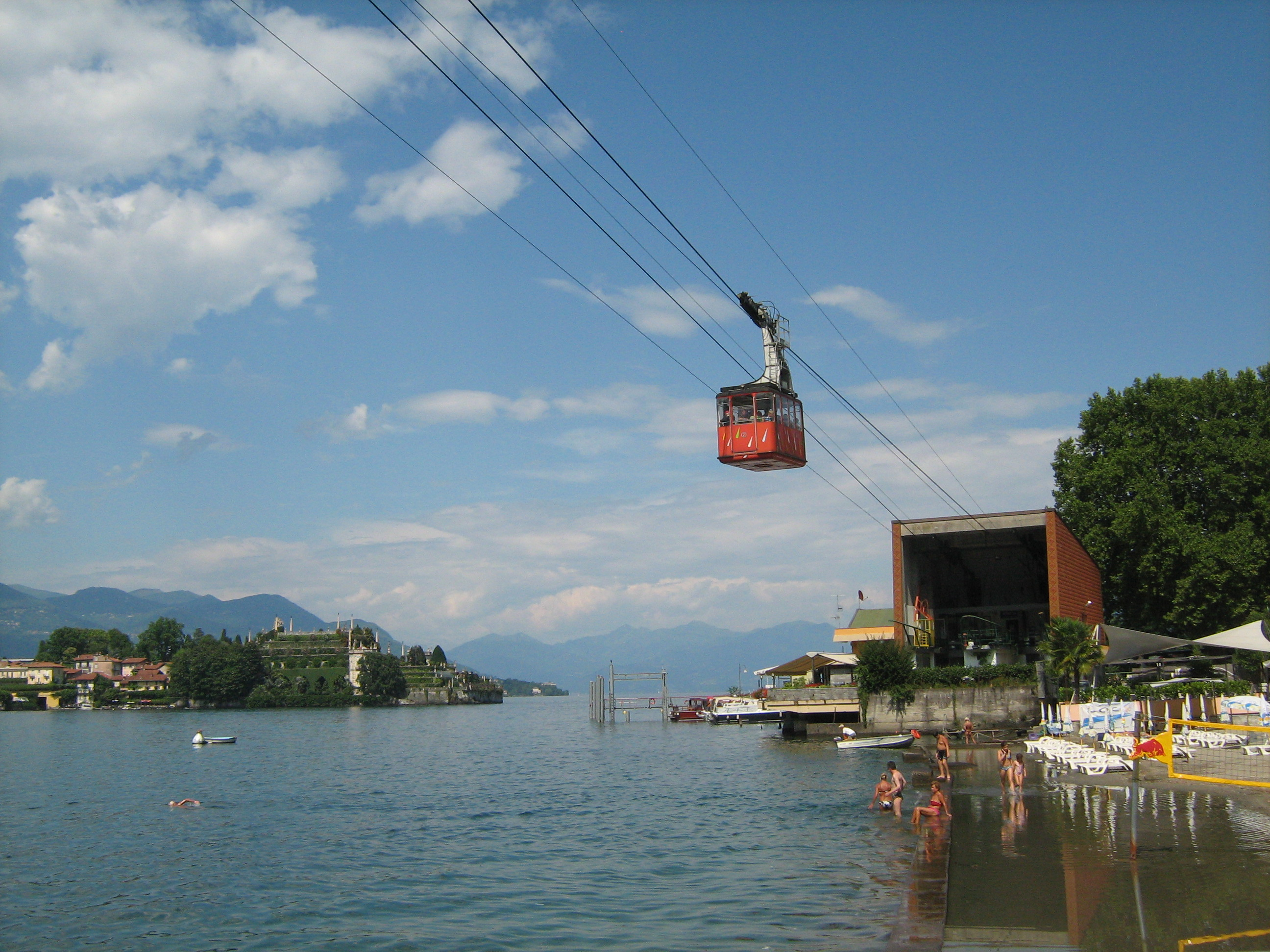
Stresa - Alpino

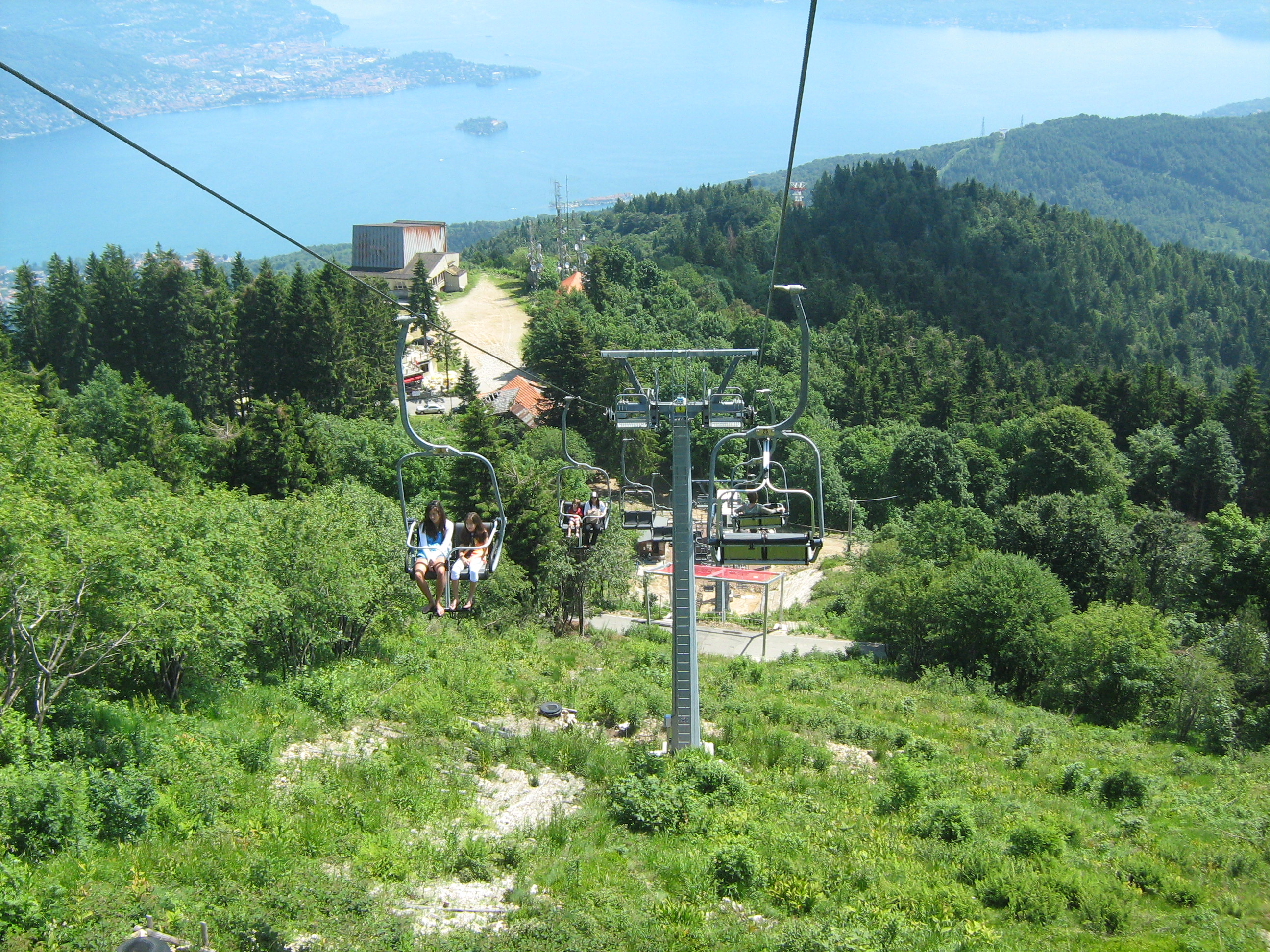
De stoeltjeslift op de Mottarone

Het systeem bestaat uit twee etappes; een eerste gondelbaan van het meer naar het gehucht Alpino, en een tweede etappe van Alpino naar het bergstation op 106 meter beneden de top van de Mottarone.
Vanuit de nabije omgeving van het bergstation gaat een stoeltjeslift tot bovenop de top.

### Eerste etappe: Stresa - Alpino
- Wagentype: twee gesloten gondels
- Bouwjaar: 1970
- Onderste station: haven van Stresa, hoogte 205 m. boven zeeniveau
- Bovenste station: bij de botanische tuin in Alpino, hoogte 803 m.
- Reistijd: 20 minuten
- Overbrugde afstand: 2351 meter
- Hoogteverschil tussen onderste en bovenste station: 598 meter

### Tweede etappe: Alpino - Mottarone
- Wagentype: twee gesloten gondels
- Bouwjaar: 1970
- Onderste station: bij de botanische tuin in Alpino, hoogte 803 m.
- Bovenste station: hoogte 1385 m. (106 meter beneden de top van de Mottarone)
- Reistijd: 20 minuten
- Overbrugde afstand: 3020 meter
- Hoogteverschil tussen onderste en bovenste station: 582 meter

### Stoeltjeslift
- Wagentype: pen stoeltjeslift (twee personen per wagen)
- Bouwjaar: 2009
- Onderste station: ca 1387 m.
- Bovenste station: 1491 m.
- Overbrugde afstand: ca 270 m.
- Hoogteverschil: ca 104 m.

### Onderhoud
In 2002 onderging de kabelbaan groot onderhoud; in 2009 is er door de firma Leitner een systeem met twee gondels gebouwd dat gaat vanaf het aankomststation van de kabelbaan naar de bergtop van Mottarone op 1491 m boven de zeespiegel. Op de bergtop staat het wegkruis en zijn skipistes aangelegd. Ook is er een Alpyland, een amusementspark dat daar in 2010 is aangelegd en dat onder meer een rodelachtbaan (een bobslee op rails) omvat.

## Ongeluk
Op 23 mei 2021 is een gondel van de kabelbaan neergestort; dit resulteerde in veertien doden en een zwaargewond kind. Een kabel zou op zo'n 5 meter voor het eindpunt zijn geknapt, waarna de cabine naar beneden stortte in een bergachtig, bebost gebied. Een onderzoek is gaande naar de toedracht van het ongeval. Op 26 mei werden de ingenieur van de kabelbaan, de directeur en het operatieve hoofd van het bedrijf dat de dienst levert gearresteerd. Het noodremsysteem van de kabelbaan zou bewust zijn uitgeschakeld om vertragingen van de kabelbaan te voorkomen. Toen de sleepkabel doorbrak ging het systeem niet in werking en ging de gondel vervolgens met volle snelheid achteruit waardoor deze van de draagkabels ging en neerstortte.